# Еврозия
Еврозия (... - Ебра-де-Баса, IX век) — святая дева, мученица. Дни памяти — 25 июня, 1 мая.
Святая Еврозия, жившая в Средневековье, по преданию обезглавленая маврами недалеко от деревни в испанских Пиренеях, Ебра-де-Баса (верхний Арагон), почитаемая католической церковью как святая.
Почитание святой Еврозии уходит своими корнями в устное предание небольшого горного городка Ебра-де-Баса, что на испанской стороне Пиренеев. Здесь, в приходской церкви, хранится как святыня головы мученицы, почитаемой как покровительница горы. Обезглавленное тело святой хранится в урне под большим алтарем собора Хака, древней столицы Королевства Арагон, в 26 км от Ебры.
Средневековые документы, относящиеся к истории Святой Еврозии, были утеряны. В 50-х годах XX века Антонио Дуран Гудиол реконструировал, начиная с антифонов бревиария XVI века епархий Уэска и Таррагона, средневековые гимны, которые предлагают образ святой Еврозии, отличный от той, которую предлагает самая распространенная агиография, согласно которой святая Еврозия была молодой женщиной, которая, отказавшись от брака по договорённости, решила вести отшельническую жизнь на горе Ебра.

## Предание о святой Еврозии
Молодая Доброслава (что на славянском языке означает " та, которая пользуется доброй славой"), оставшаяся в раннем возрасте сиротой после кончины обоих родителей, была принята герцогом Борибоем и его женой Людмилой, правителями Богемии. Они относились к ней как к своей дочери. Герцогская семья также способствовала распространению христианской религии по всему региону. Доброслава также крестилась, приняв греческое название Еврозия. Годы мира и веры, в течение которых юная Еврозия отличалась добротой и самоотверженностью, были внезапно прерваны, когда группа чехов-язычников захватила власть и вынудила герцогскую семью отправиться в изгнание.
Благодаря работе святого Мефодия герцог и его семья смогли триумфально вернуться в Богемию. В 880 году святой Мефодий отправился в Рим к Папе Иоанну VIII для поиска достойной невесты сыну испанского графа Арагона Фортуну Хименесу, наследнику престола Арагона и Наварры, участвовавшему в те годы в борьбе против сарацинских захватчиков. Отец просил помощи у святого Мефодия, который, несомненно, указал на юную принцессу Еврозию; затем святой вернулся в Богемию с Арагонским посольством и получил признание герцога и святой Еврозии. Дева оставила намерение полностью посвятить себя Христу, видя во вмешательстве Папы промысел Божий. Еврозия должна была встретиться со своим женихом в городке Хака за Пиренеями. В этом районе бушевали сарацины под командованием ренегата Абена Лупо, который решил захватить её и удержать у себя.
Кортеж с Еврозией, предупреждённый о случившемся, был вынужден спрятаться в горах, но сарацинский бандит, найдя девушку, добрыми способами пытался добиться её благосклонности, требуя, чтобы она отреклась от Иисуса Христа и отказалась от Арагонского принца, чтобы стать его невестой. Однако святая Еврозия решительно выступила против таких проектов, тем самым вызвав гнев бандита, который отдал приказ убить всех. Благодаря героизму некоторых испанских послов из кортежа, Еврозии удалось бежать, но преследуемая и достигнутая, она претерпела трагическую мученическую смерть: ей отсекли руки и отрубили ноги. Святая Еврозия, стоя на коленях, с лицом, устремленным к небу, гордо молилась, и в то же время из долин поднимались туманы и грозные облака, и внезапная молния превосходно опустилась рядом с Еврозией, не причинив ей вреда. Все сарацины были очень напуганы. Но изгнанный вождь, охваченный гневом, смешанным с ужасом, отдал приказ обезглавить её. Святая Еврозия склонила голову в молитве, и так была убита всего в шестнадцать лет. Одновременно раздался яростный град, страшный грохот воды, оглушительный грохот и гром, очень сильные ветры; на это ужасное зрелище сарацины в ужасе бежали, а с неба голос, более сильный, чем буря, сказал: «Да будет дан ей дар подавлять бури, где бы ни призывалось ее имя!». Её останки были чудесным образом найдены два года спустя пастухом по имени Гильен. Еврозия была канонизирована в Хаке 25 июня.
Праздник Святой Еврозии отмечается в Хаке и Ебра-де-баса 25 июня. К святой обращаются против бурь, молний, града и для защиты плодов земли. В прошлом её также призывали к исцелению бесноватых, настолько, что в день её праздника в двух пиренейских местах проводились обряды коллективного экзорцизма, пока во второй половине XX века они не были запрещены церковной властью.
Почитание святой Еврозии также распространилось на Италию, в основном на её северные регионы. Многие колокола в Италии посвящены святой Еврозии: в них звонили, чтобы предотвратить грозы и град.

## Почитание
Почитание святой Еврозии был официально одобрено папой Львом XIII в 1902 году. Из римского мартиролога от 25 мая:
"A Jaca nella Spagna settentrionale, santa Eurosia, vergine e martire".
Её почитание широко распространилось по всей Испании, начиная с XV века, и благодаря испанским солдатам — также в северной Италии, особенно в Пьемонте и Ломбардии, где заступничество святой против штормов, молний и града, а также для защиты урожая во многих случаях считалось эффективным. Сомасские отцы ввели культ Святой Еврозии в Святой дом Лорето.
В местечке Мизцоле (коммуна Верона) сохранилась посвящённая святой Еврозии капитель, датируемая 1630 годом, возведённая для защиты от чумы. Она заключена в часовню вместе с ясенем, который тем временем вырос по соседству.
В местечке Кастаньоло (коммуна Сан-Джованни-ин-Персичето, в столичном городе Болонья) находится капитель шестого-восемнадцатого века, посвященная святой Еврозии, расположенная между полями, на берегу ручья Ромита.
В местности Сан-Томмазо (муниципалитет Альбиньязего, провинция Падуя) статуя святой Еврозии была установлена в местной церкви Сан-Томмазо. Позже она была перенесена неподалёку.
Покровители и праздники
Святой Еврозии является покровительницей некоторых итальянских курортов, среди которых:
- Белломбра[итал.]
- Боара Полезини[итал.]
- Борго-Паче
- Боссико
- Кампосанто (сопокровительница)
- Кастельрозино
- Колоньо-аль-Серио
- Формигара
- Инверно-э-Монтелеоне (сопокровительница в Монтелеоне)
- Лариано
- Миссиан[итал.]
- Рошано
- Салиццоле
- Рипе-Сан-Джинезио (ночь на 7 мая, традиция, восходящая к Средневековью)

В Кассаниго Фаэнца святая является покровительницей прихода. Праздник отмечается 1 мая процессией с деревянной статуей (работы начала 800-х годов ремесленниками Ортизеи). Будучи защитницей сельской, она также почитается во время Рогаций, которые происходят в будние дни до Вознесения. Религиозный праздник в Кассаниго всегда был 1 мая, даже во время фашистского режима, когда был запрещён День труда. Тогда многие противники диктатуры, даже не из Кассаниго, а из соседних стран, участвовали в празднике и таким образом отмечали День труда. Многие из них надевали на вызов красный галстук, красный шарф или красную гвоздику, и их регулярно избивали чернорубашечники.